# Johann Nyestadt

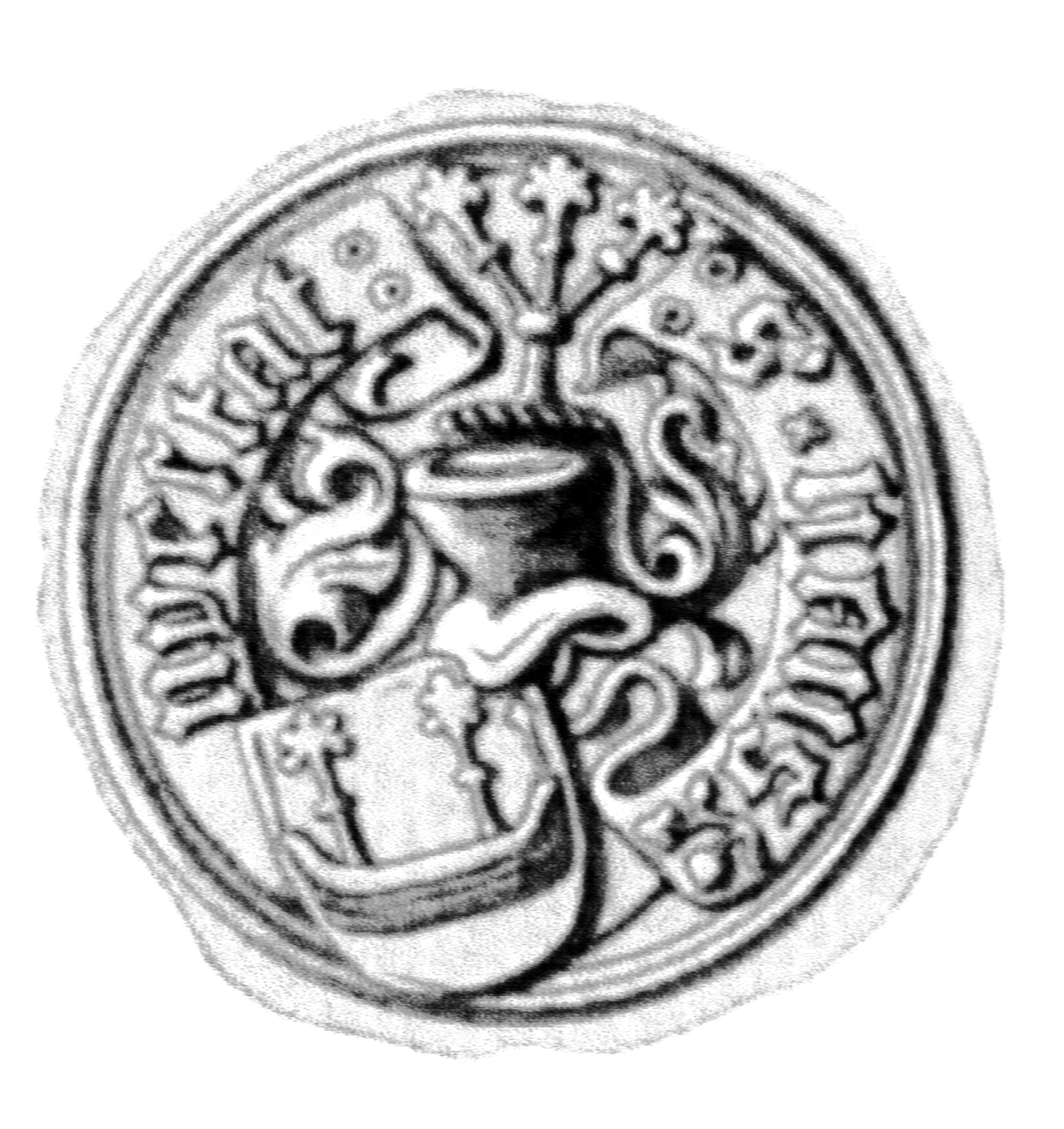
Siegel des Johann Nyestad (um 1510)

Johann Nyestadt († 17. März 1518 in Lübeck) war Ratsherr der Hansestadt Lübeck.
Er war der Sohn des Lübecker Bürgers Johann Nyestadt und studierte ab 1473 an der Universität Rostock. Nyestadt wurde 1501 in den Rat der Stadt erwählt. Sein Urgroßvater Ludeke Nyestadt war im Zuge der bürgerschaftlichen Unruhen zu Beginn des 15. Jahrhunderts zunächst Mitglied des 60er Ausschusses und von 1411 bis 1412 als Mitglied des Neuen Rats Lübecker Ratsherr gewesen; sein Siegel zeigte noch eine einfache Hausmarke. Nyestadt war gemeinsam mit dem Lübecker Bürgermeister Hermann Meyer an der Stiftung der Marientiden-Kapelle  der Aegidienkirche und deren Weihe 1515 durch Bischof Johannes VIII. Grimholt beteiligt.
Er war verheiratet mit Geseke, Tochter des Lübecker Bürgermeisters Johann Wickinghof und somit Schwager des Ratsherrn Lambert Wickinghof. Nyestadt wurde 1511 Mitglied der in Lübeck einflussreichen patrizischen Zirkelgesellschaft.